# Petrus Codde
Petrus Codde (Amsterdam, 27 novembre 1648 – Utrecht, 18 dicembre 1710) è stato un arcivescovo cattolico e teologo olandese.

## Biografia
Petrus Codde, o Pietro Codde, o Coddeo, Studiò all'università di Lovanio, entrò nella Congregazione degli oratoriani e venne ordinato sacerdote nel 1672. Nel 1688 venne nominato, da Innocenzo XI, vicario apostolico della "missione d'Olanda" (Hollandse Zending) e arcivescovo titolare di Sebastea. Questo incarico equivaleva a quello di arcivescovo di Utrecht, che non venne assegnato dal 1592 al 1853 per motivi politici in quanto nel 1580 la pratica della religione cattolica era stata proibita dai magistrati di Utrecht.
Il precedente vicario apostolico Johannes van Neercassel, accusato di simpatie gianseniste, era stato convocato, per discolparsi, a Roma, dove aveva sottoscritto il "formulario" di papa Alessandro VII contro il Giansenismo. Un'accusa di Giansenismo in 26 punti venne rivolta anche a Petrus Codde nel 1697; Codde venne convocato a Roma, dove giunse nel 1699, e venne sottoposto a giudizio da una commissione presieduta dal futuro cardinale Giovanni Battista Bussi. Codde rifiutò di sottoscrivere il "formulario" di Alessandro VII e se ne tornò a Utrecht. Fu dapprima sospeso dal vicariato apostolico con decreto di Propaganda Fide (da cui dipendevano le missioni d'Olanda) del 7 maggio 1702, e sostituito dal pro-vicario Theodorus de Cock (1650-1720) con breve del 7 aprile 1703. Infine, il Sant'Uffizio, con decreto del 3 aprile 1704, condannò due apologie di Codde, il quale venne scomunicato e rimosso. Codde, tuttavia, continuò a considerarsi arcivescovo, sia pure al di fuori della comunione con la Curia di Roma, fino alla fine dei suoi giorni.
Iniziò così lo scisma di Utrecht che dura tuttora, dal 1725 al 1853 (cioè fino al ristabilimento della gerarchia della Chiesa cattolica nei Paesi Bassi) la cura della Missione Olandese fu affidata a diplomatici pontifici italiani, prima i nunzi nelle Fiandre (tranne in un caso durante l'occupazione francese dell'attuale Belgio a fine Settecento) e poi gli internunzi presso la Corte olandese.

## Genealogia episcopale
La genealogia episcopale è:
- Cardinale Juan Pardo de Tavera
- Cardinale Antoine Perrenot de Granvelle
- Vescovo Frans van de Velde
- Arcivescovo Louis de Berlaymont
- Vescovo Maximilien Morillon
- Vescovo Pierre Simons
- Arcivescovo Matthias Hovius
- Arcivescovo Jacobus Boonen
- Arcivescovo Gaspard van den Bosch
- Vescovo Marius Ambrosius Capello, O.P.
- Arcivescovo Alphonse de Berghes
- Arcivescovo Petrus Codde, C.O.